# Бакрадзе, Давид Ильич
Дави́д Ильи́ч Бакра́дзе (груз. დავით ილიას ძე ბაქრაძე, 8 (21) января 1912, с. Бори, Кутаисская губерния, Российская империя, — 8 декабря 1977, Тбилиси, Грузинская ССР, СССР) — подполковник, командир партизанского полка, Герой Советского Союза (7.08.1944).

## Биография
Родился в крестьянской семье. Грузин. Член ВКП(б) с 1938 года. Учился в школе, в 1938 году окончил Тбилисский лесотехнический институт. После окончания института некоторое время работал в Архангельске.
В 1940 году призван в ряды Красной Армии. Окончил полковую школу и был назначен командиром орудия легкого артиллерийского полка, который в начале Великой Отечественной войны находился на Западном фронте. Принимал участие в боях за город Могилев. После многодневных кровопролитных боёв советские войска были вынуждены оставить город и отступить на восток. Во время отступления под Прилуками вместе с товарищами попал в окружение и в декабре 1941 года был брошен в лагерь для военнопленных в городе Конотопе (Сумская область).
Летом 1942 года с группой товарищей бежал из плена и решил перейти линию фронта, с тем чтобы опять стать бойцом Красной Армии. От Конотопа до Брянщины беглецы добирались почти месяц. Шли главным образом ночью, подальше от дорог и сёл. В конце августа 1942 года остановились в Землянских лесах, там и встретились с партизанами. 12 сентября 1942 года Д. И. Бакрадзе был зачислен в партизанский отряд и назначен командиром орудия.
В партизанском соединении под командованием Сидора Артемьевича Ковпака и Семёна Васильевича Руднева Д. И. Бакрадзе прошёл настоящую боевую школу. Волевой, мужественный, смелый и решительный в борьбе с врагом, он завоевал любовь и уважение товарищей по оружию. С. А. Ковпак писал о нём: «Всем было очень приятно, что среди нас, народных мстителей — украинцев, белорусов, русских, — появился отважный человек грузинской национальности».
Боевые качества Д. И. Бакрадзе проявились во время рейда соединения на Правобережную Украину. 9 марта Д. И. Бакрадзе был назначен командиром 9-й роты. Новый командир относился к своим обязанностям очень добросовестно. Он делал всё для того, чтобы его подчинённые хорошо владели оружием и стали настоящими партизанами. За это командование соединения ценило его и поручало самые ответственные задания.
Так было и в мае 1943 года. Тогда соединение партизанских отрядов Сумской области между Днепром и Припятью окружили фашисты. Выход был только один: строить переправу на правый берег реки Припять. Часть партизанских отрядов соединения начала её строить, а в это время рота Д. И. Бакрадзе, а также Глуховский и Шалыгинский отряды отражали в селе Тульговичи атаки врага. Когда переправа была почти готова, командир поручил охрану моста во время переправы соединения партизанской роте под командованием Д. И. Бакрадзе. Партизаны роты Д. И. Бакрадзе завязали бой с приблизившимися гитлеровцами. Личный героизм Д. И. Бакрадзе в бою вдохновлял бойцов. Враг был отброшен, путь партизанам открыт.
19 июля 1943 года, во время Карпатского рейда, когда возле села Росу́льня полк эсэсовцев преградил партизанам дальнейший путь, Д. И. Бакрадзе получил приказ наступать на село тремя ротами. Ночью подразделения без единого выстрела сняли вражескую охрану и вступили в село. Гранатами, огнём из автоматов и в рукопашном бою партизаны уничтожили около 200 гитлеровцев. Путь в Карпаты был открыт.
Во время выхода из Карпат Д. И. Бакрадзе и группу его партизан гитлеровцы окружали 21 раз. Но группа вырывалась из вражеского кольца и стремительно продвигалась к сборному пункту.
А потом был рейд Первой Украинской партизанской дивизии за Западный Буг и в восточные районы Польши. В этом рейде Д. И. Бакрадзе командовал полком имени С. В. Руднева и проявил себя как способный командир. Партизанские действия по тылам врага помогали советским войскам проводить успешные наступательные боевые операции. Бывало и так: захватив тот или иной населённый пункт, партизаны на второй или третий день передавали его регулярным частям Красной Армии. Партизанский полк под командованием Д. И. Бакрадзе захватил мост через реку Неман и охранял его от фашистских войск до прихода советских частей.
Всего в двух рейдах полк под командованием Д. И. Бакрадзе уничтожил 1500 солдат и офицеров противника, 4 паровоза, 105 автомашин и танков, 5 железнодорожных и шоссейных мостов. Командир Первой Украинской партизанской дивизии Пётр Петрович Вершигора так характеризовал Д. И. Бакрадзе в наградном листе на присвоение звания Героя Советского Союза:

Бакрадзе Давид Ильич, член ВКП(б), от командира орудия вырос до командира полка. Его полк всегда шёл первым.

Указом Президиума Верховного Совета СССР от 7 августа 1944 года за исключительно смелые действия в тылу врага, личный героизм и инициативу, проявленные в партизанской борьбе против оккупантов Давиду Ильичу Бакрадзе присвоено звание Героя Советского Союза с вручением ордена Ленина и медали «Золотая Звезда» (№ 4321).
С 1945 года подполковник Д. И. Бакрадзе — в запасе. С 1965 года работал управляющим трестом «Грузмрамор». Депутат Верховного Совета СССР в 1946—1954 годах и Верховного Совета Грузинской ССР в 1954—1958 годах. Скончался 8 декабря 1977 года.

## Награды
- Медаль «Золотая Звезда» Героя Советского Союза (№ 4321)
- Пять орденов Ленина
- Орден Отечественной войны I степени
- Орден Красной Звезды
- Золотой крест ордена Virtuti Militari (1965)[3]
- Медали, в том числе:
  - Медаль «За победу над Германией в Великой Отечественной войне 1941—1945 гг.»
  - Юбилейная медаль «Двадцать лет Победы в Великой Отечественной войне 1941—1945 гг.»
  - Юбилейная медаль «Тридцать лет Победы в Великой Отечественной войне 1941—1945 гг.»

## Память
- Похоронен на Сабурталинском кладбище в Тбилиси.
- Именем Героя названа улица в Тбилиси.
- В Спадщанском лесу под городом Путивль (Сумская область) на аллее Героев установлен бюст Д. И. Бакрадзе.